# 前李朝
前李朝（ぜんりちょう、ベトナム語: Nhà Tiền Lý）は、6世紀中ごろから7世紀初頭までベトナム北部を支配していた王朝。5世紀前の前漢末期の王莽による政権奪取に伴う混乱から逃れた中国人難民を遠祖とする地方貴族の家柄である建国者の李賁は、国名を万春と称し、後に野能とも呼ばれた。一般には、11世紀に登場した李朝と区別するため前李朝と呼ばれる。交州 を勢力範囲として、北は南朝と接し、南はチャンパと接して国交を結んでいた。541年に南朝の梁から独立して独自の帝国を形成したが、絶えず梁と争って勢力を削られ、仁寿2年（602年）末から3年（603年）初頭にかけて隋に滅ぼされた。

## 歴史

### 梁への反乱
541年12月、李賁は交州で兵を集め決起した。交州刺史の蕭諮 は広州へ逃亡した。梁の武帝（蕭衍）は新州 刺史の盧子雄と高州 刺史の孫冏に反乱鎮圧を命じた。542年春、李賁は龍編県を占領し、ここを本拠地とした。この反乱勢力は、もともと梁の管轄下であった交州と徳州 を掌握した。
542年、南方の疫病に苦しめられた盧子雄と孫冏は、いったん広州に戻った。そして広州刺史の蕭暎 と蕭諮に、秋に涼しくなってから再出兵する許可を求めたが拒絶された。仕方なく盧子雄と孫冏は直ちに再出兵したが、合浦まで至ったところで兵の6・7割が疫病に斃れる有様だった。蕭諮から報告を受けた蕭衍は、盧子雄と孫冏が李賁に内通していると疑い、広州で彼らに死を賜った。盧子雄の部下だった周文育や杜僧明らは、この裁定に怒って反乱を起こし、広州の蕭暎らを攻めた。これに対し、蕭暎の部下陳霸先 が三千人の精鋭を率いて当たって鎮圧し、捕らえた周文育と杜僧明を自らの部下とした。543年4月、南方のチャンパが李賁の支配地域に侵攻したが、李賁の部下で徳州にいた范修の軍に撃退された。544年1月、李賁は自ら「南越帝」と称し、元号を天徳と改め、国号を「万春」とした。ここから彼は李南帝とも呼ばれている。この年の冬、広州で蕭暎が病没した。これを受けて陳霸先が交州司馬および武平郡 太守に任じられた。

### 陳霸先の遠征

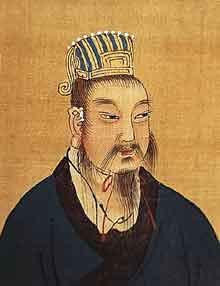
陳霸先

545年5月、陳霸先と新たに交州刺史に任じられた楊瞟、定州 刺史蕭勃 らが朱䳒県 と蘇瀝江の河口 において李賁を破り、彼が立て籠もった嘉寧城 を包囲した。546年1月梁軍が嘉寧城を攻略したが、李賁は屈獠 の洞蛮族の地に逃げおおせた。546年9月、李賁は2万人の兵を率いて典澈湖 一帯に拠り、軍船を建造した。陳霸先は一軍を指揮して、夜陰に紛れて川の水を湖に流し込んだうえで攻め込んだ。李賁はたちまち敗れ、ふたたび屈獠洞に逃亡した。
548年に李賁が死去した 後、その兄の李天宝は九真郡に逃れて梁への抵抗を続けた。彼は2万人の兵を集めて徳州に侵攻し、そこから北上して愛州を攻めた が、陳霸先に撃破された。李天宝は愛州の上游に撤退し、自ら「桃郎王」を称し、国号を「野能」と改めた。また李賁の部下だった趙光復は辺境の沼地に拠り、「趙越王」（もしくは「夜沢王」）と名乗った。梁で侯景の乱が起き国が乱れると、陳霸先は軍を率いて北へ帰り、侯景を破った。彼は後に陳を建国することになるが、彼が南方を離れたことで、交州近辺に南朝の勢力が及ばなくなり、前李朝が龍編県を取り戻した。555年に李天宝が病死すると、趙光復と、李賁の部下だった李仏子 が遺領を分割した。その後、二人は敵対関係となり、557年に李仏子が趙光復を破った。最終的に両者は、君臣洲 を境として、以北を李仏子が、以南を趙光復が治めることで合意した。571年に趙光復が没したので、李仏子はその遺領を併呑し、全李朝を再統一した。彼は峰州を根拠地とした。

### 隋との関係
589年、隋が陳を滅ぼして中国を統一した。601年、文帝が国内に仏塔を建てるよう命じ、交州もその対象となった。この時に建造され、後に発掘された銘文「舎利塔銘」には、大隋仁寿元年（601年）10月15日、皇帝によって交州龍編県の禅衆寺に舎利が奉られ、仏塔が建てられたという内容が記されている。このことから、当時全李朝を支配していた李仏子は隋に従属していたものと考えられる。

### 滅亡
この589年に、隋は李仏子に対し、長安に出向いて皇帝に拝謁するよう求めた。しかし李仏子はこれに背き、甥の李大権に龍編城を、また李普鼎に烏延城 を守らせ、自らは越王古城（古螺城） に拠って抵抗の構えを見せた。602年初頭、楊素の推挙を受けた劉方が交州道行軍総管に任じられ、交州に侵攻してきた。李仏子は2千人を率いて都隆嶺で隋軍を攻撃したが撃退された。古螺城で隋軍に包囲された李仏子は降伏して長安へ送られ、ここに前李朝は滅亡した。

## 君主の一覧
| 称号     | 封号                 | 姓名   | 年号 | 在位期間     |
| -------- | -------------------- | ------ | ---- | ------------ |
| 前李南帝 |                      | 李賁   | 天徳 | 544年－548年 |
| 趙越王   | 明道開基聖烈神武皇帝 | 趙光復 | －   | 548年－571年 |
| 桃郎王   |                      | 李天宝 | －   | 548年－555年 |
| 後李南帝 | 英烈仁孝欽明聖武皇帝 | 李仏子 | －   | 555年－602年 |